# (1921) Pala
(1921) Pala est un astéroïde de la ceinture principale externe découvert par Tom Gehrels en 1973 à l'Observatoire Palomar
. C'est l'un des rares astéroïdes à être en résonance 1:2 avec Jupiter.